# Oscar et le Monde des chats
Oscar et le Monde des chats (Cats and Peachtopia) est un long métrage d'animation chinois réalisé par Gary Wang sorti en 2018.

## Synopsis
Oscar, chaton choyé par son père Léon, gros chat d'appartement avec qui il vit, est un gentil rêveur. Dans sa petite tête, il s'est forgé un monde idéal qu'il nomme Catstopia où vivent heureux tous les félins. Le problème, c'est qu'il croit dur comme fer à son existence. Et qu'il décide d'aller à sa découverte.

## Fiche technique
- Genre : Film d'animation
- Pays :  Chine
- Réalisateur : Gary Wang
- Musique : Haowel Guo
- Décors : Gao Ranyu
- Montage : Ji Zhao
- Storyboard : Keqian Sofia Wang
- Producteurs : Zhou Yu, Ye Yuan
- Société de production : Light Chaser Animation Studios
- Société de distribution : KMBO (France)
- Durée : 97 minutes
- Procédé : couleurs
- Sortie en France : 12 décembre 2018

## Distribution

### Voix françaises
- Jean-Michel Vovk : Léon
- Charlie Langendries : Oscar
- Ionna Gkizas : Kiwi
- Franck Daquin : Marcel